# Тролі з Ольгіна

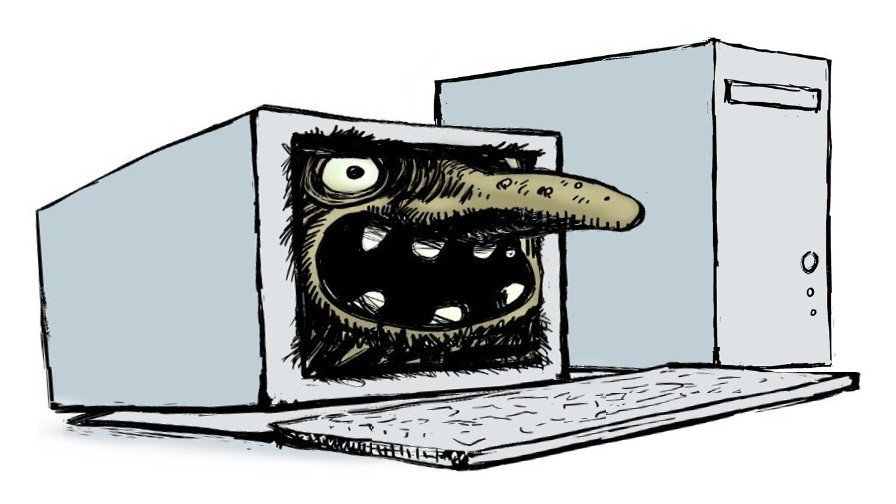
Інтернет-троль (карикатура)

«Тро́лі з О́льгіна» (рос. «тролли из Ольгино») або «о́льгінські тролі́» (рос. «ольгинские тролли»), також «фабрика тролів», «кремлеботи» — загальне позначення користувачів-провокаторів (тролів), які за гроші у спеціально обладнаних офісах лишають дописи та коментарі під новинами інтернет-видань або на інших ресурсах у мережі з метою розповсюдження російської пропаганди в соціальних мережах. Робота найнятих коментаторів, які розміщували неправдиву інформацію і провокативні коментарі, стала однією зі складових масштабної інформаційної війни Росії проти України. При цьому використовувалися не лише російські інтернет-ресурси, але й інтернет-ресурси України, Європи, США за для висвітлення подій з вигідної для російської пропаганди точки зору, або для формування громадської думки щодо них.
Неофіційна назва однієї з викритих установ, «Агентства інтернет-досліджень» (рос. Агентство интернет-исследований) зі штаб-квартирою в Ольгіно, районі Санкт-Петербурга — «фабрика тролів», — дала широковживане алегоричне ім'я всім таким структурам. Тривалий час вважалося, що це агентство пов'язане з Євгенієм Пригожиним, що зрештою 2023 року підтвердив він сам.

## Походження
Поняття походить від спеціально обладнаного для тролінгу офісу, який російські журналісти викрили у 2013 році в Ольгіні, історичному районі Санкт-Петербурга. Пізніше назви «тролі з Ольгіна» або «ольгінські тролі» стали загальними щодо тролів, які здійснюють російську пропаганду, без прив'язки до офісу в Ольгіні.

## Організатори

### Стратегічні
Російське видання «Ведомости» пов'язує ухвалену російською владою стратегію маніпулювання суспільною свідомістю через нові медіа з В'ячеславом Володіним, першим заступником голови адміністрації президента Російської Федерації.

### Тактичні
За даними журналістів-розслідувачів, офіс в Ольгіні мав офіційну назву ТОВ «Агентство інтернет-досліджень» (рос. ООО «Агентство интернет-исследований»). Структуру заснували влітку 2013 року.
Журналісти також вказують, що до офісу в Ольгіні прямо причетним був Олексій Сосковець — виходець з молодіжного політичного середовища Росії. Його фірма «Північно-Західне агентство послуг» виграла 17 або 18 (за різними даними) конкурсів на проведення свят, форумів і спартакіад для органів влади Санкт-Петербурга. У половині конкурсів агентство брало участь одноосібно. Влітку 2013-го виграло конкурс на транспортне обслуговування учасників табору «Селіґер».
У 2014 році, за інформацією російських ЗМІ, в організації діяльності стала фігурувати компанія під назвою ТОВ «Інтернет дослідження» (рос. ООО «Интернет исследования»). Її заснували в березні 2014 року. Журналісти видання «Новая газета» називають товариство наступником ТОВ «Агентство інтернет-досліджень». ТОВ «Інтернет дослідження» пов'язують із Євгеном Пригожиним, який є головою холдингу «Конкорд». «Ольгінських тролів» у Санкт-Петербурзі називають саме його проектом. Станом на жовтень 2014 року товариство належить Михайлу Бистрову, що раніше очолював управління внутрішніх справ Московського району Санкт-Петербурга.
Російські ЗМІ вказують, що відповідно до документів, оприлюднених хакерами угруповання Анонімний інтернаціонал, холдинг «Конкорд» має прямий стосунок до управління тролінгом через товариство. Зокрема, дослідники наводять листування через електронні скриньки, в якому «Конкорд» дає вказівки виконавцям тролінгу, а отримує від них звіти за виконану роботу. За даними журналістів, у 2000 році цей холдинг організовував бенкети у Кремлі, а також співпрацює з «Воєнторгом» та Міністерством оборони Російської Федерації.
Попри зв'язки з Олексієм Сосковцем, заступник голови комітету з молодіжної політики Санкт-Петербурга Надія Орлова заперечила причетність її установи до офісів зі здійснення тролінгу.

## Офіси

### У Санкт-Петербурзі

#### В Ольгіні
59°59′42.7″ пн. ш. 30°07′49.7″ сх. д. / 59.995194° пн. ш. 30.130472° сх. д.
За даними видання «Новая газета», наприкінці серпня 2013 року в соціальних мережах з'явились повідомлення такого змісту:
| «Потрібні інтернет-оператори! Робота в шикарному офісі в ОЛЬГІНІ!!! (м. Старе село), оплата 25960 на місяць. Завдання: розміщення коментарів на профільних інтернет-сайтах, написання тематичних постів, блоги, соціальні мережі. Звіти за скрінами. Графік роботи підбирається індивідуально <…>. Оплата щотижнева, 1180 за зміну (з 8.00 до 16.00, з 10.30 до 18.30, з 14.00 до 22.00). ВИПЛАТИ ЩОТИЖНЯ І БЕЗКОШТОВНЕ ХАРЧУВАННЯ!!! Працевлаштування офіційне або за договором (за бажанням). Можливе навчання!»Оригінальний текст (рос.) [«Требуются интернет-операторы! Работа в шикарном офисе в ОЛЬГИНО!!!! (м. Старая деревня), оплата 25 960 в месяц. Задача: размещение комментариев на профильных интернет-сайтах, написание тематических постов, блоги, социальные сети. Отчеты по скринам. График работы подбирается индивидуально <…>. Оплата еженедельная, 1180 за смену (c 8.00 до 16.00, с 10.30 до 18.30, с 14.00 до 22.00). ВЫПЛАТЫ ЕЖЕНЕДЕЛЬНО И БЕСПЛАТНОЕ ПИТАНИЕ!!! Трудоустройство официальное или по договору (по желанию). Возможно обучение!»] Помилка: [undefined] Помилка: {{Lang}}: немає тексту (допомога): текст вже має курсивний шрифт (допомога) |
Як повідомляють ЗМІ та колишні співробітники, офіс в Ольгіні вже існував і функціонував у вересні 2013 року. Розміщений він був у білому котеджі, до якого 15 хвилин їзди від станції метро «Старе село», навпроти залізничної станції «Ольгіне». Робочі місця співробітників-тролів були розміщені в підвальних приміщеннях.

#### На вулиці Савушкіна
59°59′03.5″ пн. ш. 30°16′19.1″ сх. д. / 59.984306° пн. ш. 30.271972° сх. д.
За даними російського видання DP.Ru, за декілька місяців до жовтня 2014 року офіс з Ольгіна переїхав до 4-поверхової будівлі по вулиці Савушкіна, 55. За інформацією журналістів, будівля офіційно є об'єктом незакінченого будівництва, і станом на березень 2015 року лишається таким.

#### У «Лахта-2»
59°59′44″ пн. ш. 30°14′55.3″ сх. д. / 59.99556° пн. ш. 30.248694° сх. д.
За інформацією російських ЗМІ, орієнтовно наприкінці 2017 року офіс на вул. Савушкіна, 55 переїхав у бізнес-центр «Лахта-2» по вул. Оптиків, 4.

### В інших містах
Видання «Новая газета» повідомило, що за свідченнями Олексія Сосковця, керівника офісу в Ольгіні, у 2013 році «Північно-Західне агентство послуг» набирало співробітників для роботи у схожих проектах у Москві та інших містах.

## Організація роботи

### Найвищого рівня
Російське видання «Фонтанка.ru» проаналізувало документи, які оприлюднили хакери у травні 2014 року. На думку журналістів, з них випливає, що під єдиним керівництвом вибудувана схема з інтернет-агентств із сотнями платних блогерів і коментаторів, а також кількох засобів масової інформації в Росії та Україні. На додачу — декілька «кишенькових» громадських рухів. На їхнє утримання передбачено кошторис у 33,5 млн російських рублів на місяць, з яких понад 17 млн передбачено готівкою.

### Низова
За даними видання «Мой район», під час існування офісу в Ольгіні в ньому працювали близько 300 співробітників-тролів. Журналісти-розслідувачі з'ясували, що на той час їхня денна норма становила 100 коментарів на день.
За інформацією видання BuzzFeed, які посилаються на оприлюднені документи, у червні 2014 року в офісі тролів працювало загалом 600 осіб. Відповідно до розповідей співробітників ТОВ «Інтернет дослідження», які оприлюднили ЗМІ у жовтні 2014 року, в офісі на вулиці Савушкіна працювали приблизно 250 осіб. А в березні 2015 року повідомляють про 400 співробітників. Вони позмінно пишуть переважно у блоги «Живого журналу» та «Вконтакте», регулярно здійснюють вкидання в інтернет текстів пропагандистського спрямування. Також серед співробітників є художники, які малюють політичні карикатури. Присутні працюють по 12 годин два через два дні. Норма на блогера — 10 дописів за зміну, мінімум 750 символів. Норма в коментатора — 126 коментарів і два дописи. У розпорядженні у блогера є три акаунти.
Заробітна платня співробітників офісу в Ольгіні становила 25 тис. російських рублів на місяць; офісу на вулиці Савушкіна — приблизно 40 тис. російських рублів.
У травні 2014 року російське видання «Фонтанка.ru» описало свідчення про схеми розкрадання бюджету, передбаченого на організацію тролінгу.

## Тематика тролінгу
За свідченнями журналістів-розслідувачів і колишніх співробітників офісів, основна тематика дописів і коментарів тролів така:
- критика Олексія Навального, його спонсорів[5], а також російської опозиції в цілому;[12]
- критика зовнішньої політики України та США, а також перших політиків цих країн;
- вихваляння політики Росії та Володимира Путіна.

Журналісти відзначають, що тематика тролення однакова з тематикою російської пропаганди, її тези збігаються у часі. Технічні завдання для тролів беруть переважно з контенту телеканалу Russia Today.

## Організована кампанія проти України
За даними американського видання BuzzFeed, із квітня 2014 року розпочалась організована кампанія із формування необхідної російській владі думки у країнах Західного світу про російську збройну агресію проти України у 2014 році. Такі висновки журналісти роблять із документів, які опинилися у їхньому розпорядженні. Як повідомляє видання, в документах містяться інструкції для коментаторів сайтів Fox News, Huffington Post, The Blaze, Politico и WorldNetDaily. В них також викладено очікуваний обсяг робіт від тролів: в середньому за день вони мають залишати до 50 коментарів до новинних статей. Кожен блогер повинен вести 6 акаунтів у Facebook, публікуючи мінімум 3 записи в день і двічі беручи участь в обговореннях у спільнотах. Інші співробітники повинні вести по 10 акаунтів на Twitter, публікуючи по 50 твітів щодня. На підставі аналізу документів журналісти роблять висновок, що керівником проекту ймовірно є Ігор Осадчий, а саму кампаніє здійснює ТОВ «Агентство інтернет-досліджень». Осадчий свою причетність до товариства спростовує.
Українські користувачі Facebook зазначають, що проти них діє організована система російських ботів. Вони цілеспрямовано працюють на блокування сторінок відомих українських користувачів соціальної мережі. У 2015 році проблема набула скандалу найвищого рівня. З проханням відкрити офіс Facebook в Україні, який би не залежав від Росії, до Марка Цукерберга звернувся навіть Президент України Петро Порошенко. Українські користувачі збираються подавати до суду за блокування.
На початку 2016 року видання «Укрінформ», провівши журналістське розслідування, виявила систему ботів у соцмережах, які поширюють в інтернеті заклики до насилля до української влади та заклики виходити на «Третій Майдан». Згідно з розслідуванням, організатором є Сергій Жук, колишній бойовик антиукраїнських сил із Донбасу. Свою діяльність в інтернеті він вів із Внуково, що у Москві.
На початку квітня 2018 року адміністраторами було видалено 70 облікових записів Facebook, 138 сторінок Facebook та 65 облікових записів Instagram, контрольованих «фабрикою тролів». В сумі — 273 сторінки та облікових записів.
Видалені сторінки були орієнтовані на російськомовну аудиторію як в Росії, так і за її межами, в тому числі — в Україні, Азербайджані, Узбекистані. Деякі з видалених сторінок належали «агентствам новин», але насправді ними керували працівники «фабрики». Зокрема, одне із заблокованих видань мало близько мільйона підписників у Facebook і близько 500 тисяч в Instagram. Імовірно серед видалених сторінок були «Федеральное агентство новостей», «Журналистская правда», «Невские новости» та «Экономика сегодня».

## Реакції
Наприкінці травня 2014 року група хакерів із «Анонімного інтернаціоналу» почала публікацію масивів документів, отриманих зі зламаних електронних поштових скриньок керівників ТОВ «Агентство інтернет-досліджень».
У травні—червні 2014 року світові видання The Washington Post і The Guardian повідомляли про засилля інтернет-тролів, які масово висловлюють проросійську позицію ламаною англійською мовою в коментарях до новин видань. The Guardian навіть визнала проблеми з модеруванням коментарів через це.
У березні 2015 року в Україні запустили сервіс, що дозволяє блокувати джерела антиукраїнської пропаганди в соцмережах.

## Президентські вибори у США 2016
Окремим прикладом використання Росією ботів у Twitter, що впливали на політичні вподобання громадян інших держав був акаунт «@TEN_GOP», котрий був дуже помітним «голосом» у американських правих, за яким стежили понад 130 000 осіб, а деякі помічники Трампа робили репости його записів під час передвиборчої кампанії. Коли діяльність цього облікового запису була призупинена у липні 2017 року, то в мережі навіть почалися протести американських правих радикалів, не згодних із закриттям акаунту. Але вже в жовтні Twitter підтвердив, що акаунт «@TEN_GOP» був фейковим і керувався російським оператором, пов'язаним із так званою «фабрикою тролів» в Санкт-Петербурзі.
Ольгінські тролі також втрутились у перебіг президентських виборів 2016 року в США.
В лютому 2018 року Міністерство юстиції США висунуло обвинувачення на адресу «Агентства інтернет-досліджень» у змові проти Сполучених Штатів та втручанні у вибори 2016 року.
15 березня 2018 року адміністрація Президента США Дональда Трампа запровадила фінансові санкції проти англ. Internet Research Agency (укр. «Агентство інтернет-досліджень», також відома як AZIMUT LLC; т.в.я. GLAVSET LLC; т.в.я. MEDIASINTEZ LLC; т.в.я. MIXINFO LLC; т.в.я. NOVINFO LLC), деяких пов'язаних з нею компаній, ФСБ та ГРУ. Також санкції були накладені на Євгена Пригожина.
23 березня 2018 року соціальна мережа Tumblr повідомила про блокування та видалення 84 облікових записів, які були пов'язані з «Агентством інтернет-досліджень» та поширювали дезінформацію під час виборів 2016 року. Ці облікові записи не платили за рекламу, натомість були зосереджені на поширенні повідомлень, які б мали вигляд звичайних повідомлень від звичайних користувачів.

## Оцінки
На думку російських блогерів Антона Носика, Рустема Адагамова та Дмитра Алешковського, проплачені тролі в інтернеті не змінюють політичні погляди у суспільстві. Їхнє використання є лише способом розікрасти гроші.

## Суміжна діяльність організаторів
Російські ЗМІ на підставі документів, опублікованих хакерами «Анонімного інтернаціоналу», вказують холдинг «Конкорд» як причетного до фінансування низки видань в Україні та Росії, зокрема таких: «Новостное агентство Харькова», «Невские новости», «Газета о газетах», «Бизнес Диалог», «Журналистская правда».

## Протидія
Для часткового захисту від масової пропаганди, вкидів неправдивої, часто шокуючої інформації, направленої на малоосвічені прошарки населення була організована спроба створення на волонтерських засадах різних інтернет-проектів, метою яких була ретельна перевірка фактів, їх опис та спростування.
У 2018 році Президент США Дональд Трамп віддав розпорядження провести кібератаку проти «Агентства інтернет-досліджень». Як президент США повідомив в інтерв'ю газеті «Washington Post», США вдалося зупинити втручання, відключили від інтернету офіс «фабрики тролів» у день проведення проміжних виборів 2018 року.

## Цікаві факти
- У травні 2015 року колишня співробітниця однієї з основних тролінгових компанії Росії зі штаб-квартирою в Санкт-Петербурзі, Людмила Савчук, подала до суду на роботодавців через невиплату зарплатні.[37] В судовому позові також вказані інші чисельні порушення російського законодавства: видавання платні без будь-яких документів, несплата податків державі, неоформлення прийнятих на роботу людей, нарахування штрафів з платні тощо. Судове слухання мало відбутися 1 червня 2015 року.[38]
- Відповідно до дослідження «Текстів», дописи у соцмережах за Володимира Зеленського під час президентської виборчої кампанії 2019 року є подібними до дописів у групах ультрапатріотів, які модерувалися з Росії.[39]